# Ђерђ I Ракоци
Ђерђ Ракоци (8. јун 1593 – 11. октобар 1648) је био мађарски магнат.

## Биографија
Од 1630. године је био кнез Трансилваније. Тежио је да присаједини делове Мађарске који су били под влашћу Хабзбурговаца и Турака. Због тога се у Тридесетогодишњем рату борио као савезник Шведске и Француске против Аустрије. Године 1644. заузео је Кашат и велики део мађарске територије под аустријском влашћу. Миром у Линцу из 1645. године, Аустрија је Ракоцију прикључила већи део мађарског приграничког подручја.